# Personnalité sportive allemande de l'année
La personnalité sportive allemande de l'année (Sportler des Jahres) est désignée annuellement depuis 1947 pour les hommes et les femmes. La joueuse de tennis Steffi Graf et son homologue masculin Boris Becker sont les sportifs les plus récompensés avec cinq trophées chacun.
À la suite de la partition de l'Allemagne entre l'Ouest et l'Est, une élection désignant les sportifs et sportives de l'année de RDA fut également organisée en parallèle de 1953 à 1989 (les femmes n'étant récompensées en RDA qu'à partir de 1958). Après la réunification allemande, la récompense des sportifs et sportives d'Allemagne de l'Est a naturellement disparu.

## Allemagne / Allemagne de l'Ouest
| Année | Homme               | Femme                               |
| ----- | ------------------- | ----------------------------------- |
| 1947  | Gottfried von Cramm | Marga Petersen                      |
| 1948  | Gottfried von Cramm | Mirl Buchner-Fischer                |
| 1949  | Georg Meier         | Lena Stumpf                         |
| 1950  | Herbert Klein       | Ria Baran-Falk                      |
| 1951  | Paul Falk           | Ria Baran-Falk                      |
| 1952  | Karl Kling          | Ria Baran-Falk                      |
| 1953  | Werner Haas         | Christa Seliger                     |
| 1954  | Heinz Fütterer      | Ursula Happe                        |
| 1955  | Hans Günter Winkler | Helene Kienzle                      |
| 1956  | Hans Günter Winkler | Ursula Happe                        |
| 1957  | Manfred Germar      | Wiltrud Urselmann                   |
| 1958  | Fritz Thiedemann    | Marianne Werner                     |
| 1959  | Martin Lauer        | Marika Kilius                       |
| 1960  | Georg Thoma         | Ingrid Krämer                       |
| 1961  | Wolfgang von Trips  | Heidi Schmid                        |
| 1962  | Gerhard Hetz        | Jutta Heine                         |
| 1963  | Gerhard Hetz        | Ursel Brunner                       |
| 1964  | Willi Holdorf       | Roswitha Esser Annemarie Zimmermann |
| 1965  | Hans-Joachim Klein  | Helga Hoffmann                      |
| 1966  | Rudi Altig          | Helga Hoffmann Karin Frisch         |
| 1967  | Kurt Bendlin        | Liesel Westermann                   |
| 1968  | Franz Keller        | Ingrid Becker                       |
| 1969  | Hans Fassnacht      | Liesel Westermann                   |
| 1970  | Hans Fassnacht      | Heide Rosendahl                     |
| 1971  | Hans Fassnacht      | Ingrid Mickler-Becker               |
| 1972  | Klaus Wolfermann    | Heide Rosendahl                     |
| 1973  | Klaus Wolfermann    | Uta Schorn                          |
| 1974  | Eberhard Gienger    | Christel Justen                     |
| 1975  | Peter-Michael Kolbe | Ellen Wellmann                      |
| 1976  | Gregor Braun        | Rosi Mittermaier                    |
| 1977  | Dietrich Thurau     | Eva Wilms                           |
| 1978  | Eberhard Gienger    | Maria Epple                         |
| 1979  | Harald Schmid       | Christa Kinshofer                   |
| 1980  | Guido Kratschmer    | Irene Epple                         |
| 1981  | Anton Mang          | Ulrike Meyfarth                     |
| 1982  | Michael Groß        | Ulrike Meyfarth                     |
| 1983  | Michael Groß        | Ulrike Meyfarth                     |
| 1984  | Michael Groß        | Ulrike Meyfarth                     |
| 1985  | Boris Becker        | Cornelia Hanisch                    |
| 1986  | Boris Becker        | Steffi Graf                         |
| 1987  | Harald Schmid       | Steffi Graf                         |
| 1988  | Michael Groß        | Steffi Graf                         |
| 1989  | Boris Becker        | Steffi Graf                         |
| 1990  | Boris Becker        | Katrin Krabbe                       |
| 1991  | Michael Stich       | Katrin Krabbe                       |
| 1992  | Dieter Baumann      | Heike Henkel                        |
| 1993  | Henry Maske         | Franziska van Almsick               |
| 1994  | Markus Wasmeier     | Katja Seizinger                     |
| 1995  | Michael Schumacher  | Franziska van Almsick               |
| 1996  | Frank Busemann      | Katja Seizinger                     |
| 1997  | Jan Ullrich         | Astrid Kumbernuss                   |
| 1998  | Georg Hackl         | Katja Seizinger                     |
| 1999  | Martin Schmitt      | Steffi Graf                         |
| 2000  | Nils Schumann       | Heike Drechsler                     |
| 2001  | Erik Zabel          | Hannah Stockbauer                   |
| 2002  | Sven Hannawald      | Franziska van Almsick               |
| 2003  | Jan Ullrich         | Hannah Stockbauer                   |
| 2004  | Michael Schumacher  | Birgit Fischer                      |
| 2005  | Ronny Ackermann     | Uschi Disl                          |
| 2006  | Michael Greis       | Kati Wilhelm                        |
| 2007  | Fabian Hambüchen    | Magdalena Neuner                    |
| 2008  | Matthias Steiner    | Britta Steffen                      |
| 2009  | Paul Biedermann     | Steffi Nerius                       |
| 2010  | Sebastian Vettel    | Maria Riesch                        |
| 2011  | Dirk Nowitzki       | Magdalena Neuner                    |
| 2012  | Robert Harting      | Magdalena Neuner                    |
| 2013  | Robert Harting      | Christina Obergföll                 |
| 2014  | Robert Harting      | Maria Höfl-Riesch                   |
| 2015  | Jan Frodeno         | Christina Schwanitz                 |
| 2016  | Fabian Hambüchen    | Angelique Kerber                    |
| 2017  | Johannes Rydzek     | Laura Dahlmeier                     |
| 2018  | Patrick Lange       | Angelique Kerber                    |
| 2019  | Niklas Kaul         | Malaika Mihambo                     |
| 2020  | Leon Draisaitl      | Malaika Mihambo                     |
| 2021  | Alexander Zverev    | Malaika Mihambo                     |
| 2022  | Niklas Kaul         | Gina Lückenkemper                   |
| 2023  | Lukas Dauser        | Denise Herrmann-Wick                |

## Allemagne de l'Est (1953-1989)
| Remise du prix à Berlin le 14 décembre 1980. De gauche à droite : - le marathonien Waldemar Cierpinski (lauréat) - Manfred Ewald, président du Comité national olympique est-allemand - la gymnaste Maxi Gnauck (lauréate) - le joueur de handball Rainer Höft (de) - le joueur de handball Siegfried Voigt (de) - l'homme politique Egon Krenz. |

| Année | Homme                 | Femme                |
| ----- | --------------------- | -------------------- |
| 1953  | Gustav-Adolf Schur    | —                    |
| 1954  | Gustav-Adolf Schur    | —                    |
| 1955  | Gustav-Adolf Schur    | —                    |
| 1956  | Gustav-Adolf Schur    | —                    |
| 1957  | Gustav-Adolf Schur    | —                    |
| 1958  | Gustav-Adolf Schur    | Karin Beyer          |
| 1959  | Gustav-Adolf Schur    | Gisela Birkemeyer    |
| 1960  | Gustav-Adolf Schur    | Ingrid Krämer        |
| 1961  | Gustav-Adolf Schur    | Ute Starke           |
| 1962  | Helmut Recknagel      | Ingrid Krämer-Gulbin |
| 1963  | Klaus Ampler          | Ingrid Krämer-Gulbin |
| 1964  | Klaus Urbanczyk       | Ingrid Krämer-Gulbin |
| 1965  | Jürgen May            | Hannelore Suppe      |
| 1966  | Frank Wiegand         | Gabriele Seyfert     |
| 1967  | Roland Matthes        | Karin Janz           |
| 1968  | Roland Matthes        | Margitta Gummel      |
| 1969  | Roland Matthes        | Petra Vogt           |
| 1970  | Roland Matthes        | Erika Zuchold        |
| 1971  | Roland Matthes        | Karin Balzer         |
| 1972  | Wolfgang Nordwig      | Karin Janz           |
| 1973  | Roland Matthes        | Kornelia Ender       |
| 1974  | Hans-Georg Aschenbach | Kornelia Ender       |
| 1975  | Roland Matthes        | Kornelia Ender       |
| 1976  | Waldemar Cierpinski   | Kornelia Ender       |
| 1977  | Rolf Beilschmidt      | Rosemarie Ackermann  |
| 1978  | Udo Beyer             | Marita Koch          |
| 1979  | Bernd Drogan          | Marita Koch          |
| 1980  | Waldemar Cierpinski   | Maxi Gnauck          |
| 1981  | Lothar Thoms          | Ute Geweniger        |
| 1982  | Bernd Drogan          | Marita Koch          |
| 1983  | Uwe Raab              | Marita Koch          |
| 1984  | Uwe Hohn              | Katarina Witt        |
| 1985  | Jens Weißflog         | Marita Koch          |
| 1986  | Olaf Ludwig           | Heike Drechsler      |
| 1987  | Torsten Voss          | Silke Möller         |
| 1988  | Olaf Ludwig           | Kristin Otto         |
| 1989  | Andreas Wecker        | Kristin Otto         |